# Kintasaapa
Kintasaapa är ett träsk i Finland. Det ligger i Savukoski i landskapet Lappland, i den norra delen av landet, 800 km norr om huvudstaden Helsingfors.